# Erkand Qerimaj
Erkand Qerimaj (Scutari, 10 agosto 1988) è un sollevatore albanese campione europeo, attivo nelle categorie dei pesi leggeri (fino a 73 kg) e dei pesi medi (fino a 77/81 kg).

## Carriera
Dopo essere stato due volte vice-campione mondiale nelle categorie juniores, Qerimaj ha disputato le Olimpiadi di Pechino 2008 nei pesi medi (fino a 77 kg), terminando al 13º posto finale con 341 kg nel totale.
Nel 2009 ha vinto la medaglia d'argento ai Campionati europei di Bucarest con 342 kg nel totale e nel 2010 ha vinto la medaglia di bronzo ai Campionati europei di Minsk con 344 kg nel totale.
Dopo alcuni anni di risultati poco brillanti, Qerimaj nel 2014 ha ottenuto il più grande successo della sua carriera, vincendo la medaglia d'oro ai Campionati europei di Tel Aviv con 349 kg nel totale, battendo il connazionale Daniel Godelli, il quale ha realizzato lo stesso risultato di Qerimaj, con assegnazione dell'oro a quest'ultimo grazie al suo peso corporeo inferiore.
Nel 2017 Qerimaj è ritornato su un podio europeo, vincendo la medaglia di bronzo ai Campionati europei di Spalato con 348 kg nel totale.
Nel 2021 ha partecipato alle Olimpiadi di Tokyo 2020 nella nuova categoria dei pesi medi (fino a 81 kg), classificandosi al 9º posto finale con 338 kg nel totale.
Dopo questi Giochi Olimpici è sceso alla categoria inferiore dei pesi leggeri, classificandosi al 4º posto finale ai Campionati mondiali di Tashkent 2021 con 333 kg nel totale, suo miglior piazzamento in una competizione iridata.